# اسفند رومی تخم‌مرغی
اسفند رومی تخم‌مرغی (نام علمی: Fagonia ovalifolia) نام یک گونه از سرده اسفند رومی است. این سرده در ایران ۶ گونه گیاه علفی چند ساله و غالباً تیغی دارد که در مناطق جنوبی ایران به‌ویژه در مناطق بیابانی می‌رویند.